# Holland-België
Holland-België is een komisch televisieprogramma tussen de lage landen Nederland en België. Het programma wordt in Nederland op RTL 4 en in België op VTM uitgezonden. De presentatie van het programma is in handen van de Nederlandse Art Rooijakkers en de Vlaamse Jonas Van Geel.
Elke week strijden twee teams bestaande uit bekende Nederlanders en bekende Vlamingen tegen elkaar voor de winst. Elk team doet dit onder leiding van een teamcaptain, voor Nederland is dat Ruben Nicolai en voor België Niels Destadsbader.

## Seizoenen

### Pilot-aflevering (2016)
Het programma verscheen voor het eerst in een eenmalige aflevering op 26 augustus 2016 op RTL 4 en op 8 oktober 2016 op VTM. Het werd gepresenteerd door de Nederlandse Wendy van Dijk en de Vlaamse Jonas Van Geel. De teamcaptain van Nederland was Jandino Asporaat en de teamcaptain van België was Philippe Geubels.
| Nr. | Uitzenddatum     | Team         | BN'ers / BV's  | BN'ers / BV's        | Winnaar     |
| --- | ---------------- | ------------ | -------------- | -------------------- | ----------- |
| 1   | 26 augustus 2016 | Team Holland | Ruben Nicolai  | Jan Jaap van der Wal | Team België |
| 1   | 26 augustus 2016 | Team België  | Ruth Beeckmans | Sven De Ridder       | Team België |

### Seizoen 1 (2018)
Het eerste officiële seizoen van het programma verscheen op 6 oktober 2018 op RTL 4. Pas op 2 januari 2019 startten de uitzendingen op VTM. Het programma wordt ditmaal gepresenteerd door de Nederlandse Art Rooijakkers en de Vlaamse Jonas Van Geel. De teamcaptain van Nederland is Ruben Nicolai en de teamcaptain van België is Louis Talpe. De teamcaptain bleef het gehele seizoen ongewijzigd.
| Nr. | Uitzenddatum    | Team         | BN'ers / BV's    | BN'ers / BV's            | Winnaar      |
| --- | --------------- | ------------ | ---------------- | ------------------------ | ------------ |
| 1   | 6 oktober 2018  | Team Holland | Gwen van Poorten | Martijn Koning           | Team België  |
| 1   | 6 oktober 2018  | Team België  | Koen Wauters     | Guga Baúl                | Team België  |
| 2   | 13 oktober 2018 | Team Holland | Britt Dekker     | Jeroen van Koningsbrugge | Team Holland |
| 2   | 13 oktober 2018 | Team België  | Lieven Scheire   | Tine Embrechts           | Team Holland |
| 3   | 20 oktober 2018 | Team Holland | Gerard Joling    | Katja Schuurman          | Team Holland |
| 3   | 20 oktober 2018 | Team België  | Lieven Scheire   | William Boeva            | Team Holland |
| 4   | 27 oktober 2018 | Team Holland | Georgina Verbaan | Najib Amhali             | Team België  |
| 4   | 27 oktober 2018 | Team België  | Sven De Ridder   | Evi Hanssen              | Team België  |

### Seizoen 2 (2020)
Op 19 januari 2020 startte het tweede seizoen op RTL 4. Op VTM begonnen de uitzendingen op 23 januari 2020. Louis Talpe werd dit seizoen vervangen door Niels Destadsbader. Ruben Nicolai keerde wel terug als teamcaptain voor Nederland.
| Nr. | Uitzenddatum     | Team         | BN'ers / BV's      | BN'ers / BV's            | Winnaar      |
| --- | ---------------- | ------------ | ------------------ | ------------------------ | ------------ |
| 1   | 19 januari 2020  | Team Holland | Gers Pardoel       | Najib Amhali             | Team Holland |
| 1   | 19 januari 2020  | Team België  | Wesley Sonck       | Katja Retsin             | Team Holland |
| 2   | 26 januari 2020  | Team Holland | Xander de Buisonjé | Jeroen van Koningsbrugge | Team België  |
| 2   | 26 januari 2020  | Team België  | Evi Hanssen        | Guga Baúl                | Team België  |
| 3   | 2 februari 2020  | Team Holland | Giel de Winter     | Remco Veldhuis           | Team België  |
| 3   | 2 februari 2020  | Team België  | Karen Damen        | William Boeva            | Team België  |
| 4   | 9 februari 2020  | Team Holland | Tijl Beckand       | Marieke Elsinga          | Team Holland |
| 4   | 9 februari 2020  | Team België  | Guga Baúl          | Cath Luyten              | Team Holland |
| 5   | 16 februari 2020 | Team Holland | Javier Guzman      | Karin Bloemen            | Team Holland |
| 5   | 16 februari 2020 | Team België  | Evi Hanssen        | Rob Vanoudenhoven        | Team Holland |
| 6   | 27 februari 2020 | Team Holland | Nick Schilder      | Simon Keizer             | Team België  |
| 6   | 27 februari 2020 | Team België  | Ella Leyers        | Herman Verbruggen        | Team België  |

## Achtergrond
In juli 2016 werd door RTL Nederland en VTM bekendgemaakt dat zij samen gaan werken aan een programma waarin Nederland en België de strijd met elkaar aan gaan. Echter voordat er een geheel seizoen zou komen besloten beide partijen in samenspraak ervoor om een eenmalige aflevering te maken, een zogeheten pilot aflevering om te kijken of het programma in de smaak zou vallen bij de kijkers.
Deze aflevering werd uitgezonden op 26 augustus 2016 en werd gepresenteerd door de Nederlandse Wendy van Dijk en de Vlaamse Jonas Van Geel. Van Dijk werd voor het uiteindelijk programma vervangen door Art Rooijakkers, Van Geel keerde wel terug. De  teamcaptain van team Nederland was Jandino Asporaat die bij werd gestaan door Ruben Nicolai en Jan Jaap van der Wal. Asporaat keerde in het uiteindelijke programma niet terug, waardoor Nicolai die deelnemer was in de aflevering werd verkozen tot nieuwe teamcaptain. De teamcaptain van België was Philippe Geubels die bij werd gestaan door Ruth Beeckmans en Sven De Ridder. Geubels keerde ook niet terug als teamcaptain en werd vervangen door Louis Talpe.
In januari 2020 keerde het programma terug voor een tweede seizoen. Enkel de teamcaptain van België, Louis Talpe, werd vervangen door Niels Destadsbader.

## Trivia
- De AVRO maakte in 1981 en 1982 een spelprogramma met dezelfde titel. Holland-België werd gepresenteerd door Jos Brink, Lut Leysen[10] en Theo Koomen[11] en werd maandelijks uitgezonden vanuit het Congresgebouw in Den Haag.